# Football League Cup 1984-1985
La Football League Cup 1984-1985, conosciuta anche con il nome di Milk Cup per motivi di sponsorizzazione, è stata la 25ª edizione del terzo torneo calcistico più importante del calcio inglese, la 19ª in finale unica. La manifestazione, ebbe inizio il 27 agosto 1984 e si concluse il 24 marzo 1985 con la finale di Wembley.
Il trofeo fu conteso dal Norwich City e dal Sunderland, che alla fine della stagione retrocessero entrambi in Second Division. Ad aggiudicarsi la vittoria furono i canaries, che tornarono ad alzare la coppa dopo ventitre anni, imponendosi nell'atto conclusivo con il punteggio di 1-0. Tuttavia il successo non garantì loro la qualificazione alla Coppa U.E.F.A. 1985-86, in seguito al bando imposto dall'U.E.F.A. ai club inglesi, che vennero sanzionati con cinque anni di sospensione dalla coppe europee dopo i fatti dell'Heysel. Una volta terminata la squalifica nel 1990, la League Cup tornò ad assicurare un posto in Europa soltanto a partire dalla stagione 1993-94, grazie alla risalita del campionato inglese nel ranking UEFA.

## Formula
La Football League Cup era riservata alle 92 squadre della Football League. Il torneo era composto da scontri ad eliminazione diretta, che prevedevano nel primo e nel secondo turno, due match: regola dei gol in trasferta in caso di parità, ma solo dopo i tempi supplementari ed a seguire eventuali calci di rigore. Analogamente anche le semifinali, si disputavano con il doppio confronto di andata e di ritorno, ma a differenza di quanto accadeva nei primi due round, una parità di gol nell'aggregato anche dopo i supplementari, dava luogo all'effettuazione della partita di ripetizione (quindi niente regola dei gol fuori casa). Mentre dal terzo al quinto turno ed in finale si giocava una singola gara: se l'esito risultava un pareggio si procedeva ad una ripetizione a campi invertiti fino a quando non c'era una vincitrice (in finale invece si rigiocava sempre in campo neutro). Nell'eventualità di un pari anche nel replay si disputavano i tempi supplementari.
|                              | Squadre che entrano in questo turno                                                                    | Squadre qualificate dal turno precedente    |
| ---------------------------- | --- | ------------------------------------------- |
| Primo turno (56 squadre)     | - 24 squadre dalla Fourth Division - 24 squadre dalla Third Division - 8 squadre dalla Second Division |                                             |
| Secondo turno (64 squadre)   | - 22 squadre dalla First Division - 14 squadre dalla Second Division                                   | - 28 squadre vincitrici del primo turno     |
| Terzo turno (32 squadre)     | | - 32 squadre vincitrici del secondo turno   |
| Quarto turno (16 squadre)    | | - 16 squadre vincitrici del terzo turno     |
| Quarti di finale (8 squadre) | | - 8 squadre vincitrici del quarto turno     |
| Semifinali (4 squadre)       | | - 4 squadre vincitrici dei quarti di finale |
| Finale (2 squadre)           | | - 2 squadre vincitrici delle semifinali     |

## Primo turno
| Squadra 1        | Totale      | Squadra 2        | Andata         | Ritorno          |
| ---------------- | ----------- | ---------------- | -------------- | ---------------- |
|                  |             |                  | 27 agosto 1984 | 4 settembre 1984 |
| Crystal Palace   | 1 - 0       | Northampton Town | 1 - 0          | 0 - 0            |
| Plymouth         | 2 - 0       | Torquay Utd      | 1 - 0          | 1 - 0            |
| Stockport County | 5 - 2       | Rochdale         | 2 - 1          | 3 - 1            |
| Swindon Town     | 5 - 2       | Bristol Rovers   | 1 - 5          | 1 - 0            |
|                  |             |                  | 28 agosto 1984 | 4 settembre 1984 |
| Aldershot        | 5 - 0       | Bournemouth      | 4 - 0          | 1 - 0            |
| Bolton           | 6 - 5       | Oldham Athletic  | 2 - 1          | 4 - 4 (d.t.s.)   |
| Brentford        | 2 - 1       | Cambridge Utd    | 2 - 0          | 0 - 1            |
| Bristol City     | 5 - 1       | Newport County   | 2 - 1          | 3 - 0            |
| Burnley          | 4 - 2       | Crewe Alexandra  | 1 - 2          | 3 - 0            |
| Darlington       | 1 - 6       | Rotherham Utd    | 1 - 2          | 0 - 4            |
| Doncaster        | 2 - 8       | York City        | 2 - 3          | 0 - 5            |
| Gillingham       | 5 - 2       | Colchester Utd   | 3 - 2          | 2 - 0            |
| Halifax Town     | 3 - 2       | Chesterfield     | 1 - 1          | 2 - 1            |
| Portsmouth       | 3 - 1       | Wimbledon FC     | 3 - 0          | 0 - 1            |
| Port Vale        | 2 - 2 (gfc) | Bury             | 1 - 0          | 1 - 2 (d.t.s.)   |
| Swansea City     | 1 - 5       | Walsall          | 0 - 2          | 1 - 3            |
| Tranmere         | 4 - 5       | Preston N.E.     | 2 - 3          | 2 - 2 (d.t.s.)   |
| Wrexham          | 0 - 5       | Wigan            | 0 - 3          | 0 - 2            |
|                  |             |                  | 28 agosto 1984 | 5 settembre 1984 |
| Blackpool        | 4 - 0       | Chester City     | 1 - 0          | 3 - 0            |
| Leyton Orient    | 2 - 1       | Southend Utd     | 2 - 1          | 0 - 0            |
| Scunthorpe Utd   | 2 - 2 (gfc) | Mansfield Town   | 0 - 1          | 2 - 1 (d.t.s.)   |
| Sheffield Utd    | 3 - 2       | Peterborough Utd | 1 - 0          | 2 - 2 (d.t.s.)   |
|                  |             |                  | 29 agosto 1984 | 4 settembre 1984 |
| Bradford City    | 4 - 2       | Middlesbrough    | 2 - 2          | 2 - 0            |
| Hereford Utd     | 5 - 7       | Oxford Utd       | 2 - 2          | 3 - 5            |
| Lincoln City     | 1 - 6       | Hull City        | 0 - 2          | 1 - 4            |
| Reading          | 4 - 5       | Millwall         | 1 - 1          | 3 - 4            |
|                  |             |                  | 29 agosto 1984 | 5 settembre 1984 |
| Derby County     | 6 - 1       | Hartlepool Utd   | 5 - 1          | 1 - 0            |
| Exeter City      | 1 - 2       | Cardiff City     | 1 - 0          | 0 - 2            |

## Secondo turno
| Squadra 1        | Totale | Squadra 2         | Andata            | Ritorno         |
| ---------------- | ------ | ----------------- | ----------------- | --------------- |
|                  |        |                   | 24 settembre 1984 | 9 ottobre 1984  |
| Port Vale        | 1 - 2  | Wolverhampton     | 1 - 2             | 0 - 0           |
| Stockport County | 0 - 2  | Liverpool         | 0 - 0             | 0 - 2 (d.t.s.)  |
|                  |        |                   | 24 settembre 1984 | 10 ottobre 1984 |
| Scunthorpe Utd   | 3 - 6  | Aston Villa       | 2 - 3             | 1 - 3           |
|                  |        |                   | 25 settembre 1984 | 9 ottobre 1984  |
| Arsenal          | 5 - 1  | Bristol Rovers    | 4 - 0             | 1 - 1           |
| Birmingham City  | 5 - 1  | Plymouth          | 4 - 1             | 1 - 0           |
| Brighton         | 3 - 4  | Aldershot         | 3 - 1             | 0 - 3 (d.t.s.)  |
| Bristol City     | 3 - 8  | West Ham Utd      | 2 - 2             | 1 - 6           |
| Charlton         | 0 - 3  | Notts County      | 0 - 1             | 0 - 2           |
| Fulham           | 4 - 1  | Carlisle Utd      | 2 - 0             | 2 - 1           |
| Grimsby Town     | 4 - 1  | Barnsley          | 3 - 0             | 1 - 1           |
| Manchester City  | 7 - 3  | Blackpool         | 4 - 2             | 3 - 1           |
| Leyton Orient    | 2 - 7  | Luton Town        | 1 - 4             | 1 - 3           |
| Southampton      | 5 - 4  | Hull City         | 3 - 2             | 2 - 2           |
| Walsall          | 4 - 2  | Coventry City     | 1 - 2             | 3 - 0           |
| Watford          | 3 - 2  | Cardiff City      | 3 - 1             | 0 - 1           |
|                  |        |                   | 25 settembre 1984 | 10 ottobre 1984 |
| Blackburn        | 2 - 3  | Oxford Utd        | 1 - 0             | 1 - 3 (d.t.s.)  |
| Gillingham       | 3 - 5  | Leeds Utd         | 1 - 2             | 2 - 3           |
| Ipswich Town     | 5 - 3  | Derby County      | 4 - 2             | 1 - 1           |
| Portsmouth       | 1 - 3  | Nottingham Forest | 1 - 0             | 0 - 3 (d.t.s.)  |
| Preston N.E.     | 4 - 9  | Norwich City      | 3 - 3             | 1 - 6           |
| Sheffield Weds   | 4 - 2  | Huddersfield Town | 3 - 0             | 1 - 2           |
| Shrewsbury Town  | 3 - 4  | Bolton            | 2 - 2             | 1 - 2           |
| Sunderland       | 2 - 1  | Crystal Palace    | 2 - 1             | 0 - 0           |
| York City        | 3 - 8  | QPR               | 2 - 4             | 1 - 4           |
|                  |        |                   | 26 settembre 1984 | 9 ottobre 1984  |
| Chelsea          | 4 - 2  | Millwall          | 3 - 1             | 1 - 1           |
| Halifax Town     | 1 - 9  | Tottenham         | 1 - 5             | 0 - 4           |
| Leicester City   | 6 - 2  | Brentford         | 4 - 2             | 2 - 0           |
| Manchester Utd   | 7 - 0  | Burnley           | 4 - 0             | 3 - 0           |
| Stoke City       | 2 - 3  | Rotherham Utd     | 1 - 1             | 1 - 2           |
| Wigan            | 1 - 3  | West Bromwich     | 0 - 0             | 1 - 3           |
|                  |        |                   | 26 settembre 1984 | 10 ottobre 1984 |
| Newcastle Utd    | 4 - 1  | Bradford City     | 3 - 1             | 1 - 0           |
| Sheffield Utd    | 2 - 6  | Everton           | 2 - 2             | 0 - 4           |

## Terzo turno
| Squadra 1         | Risultato | Squadra 2      |
| ----------------- | --------- | -------------- |
| 30 ottobre 1984   |           |                |
| Birmingham City   | 0 - 0     | West Bromwich  |
| Ipswich Town      | 1 - 1     | Newcastle Utd  |
| Luton Town        | 3 - 1     | Leicester City |
| Manchester Utd    | 1 - 2     | Everton        |
| Notts County      | 6 - 1     | Bolton         |
| QPR               | 1 - 0     | Aston Villa    |
| Rotherham Utd     | 0 - 0     | Grimsby Town   |
| Sheffield Weds    | 3 - 2     | Fulham         |
| Southampton       | 2 - 2     | Wolverhampton  |
| Walsall           | 2 - 2     | Chelsea        |
| 31 ottobre 1984   |           |                |
| Leeds Utd         | 0 - 4     | Watford        |
| Manchester City   | 0 - 0     | West Ham Utd   |
| Norwich City      | 0 - 0     | Aldershot      |
| Nottingham Forest | 1 - 1     | Sunderland     |
| Oxford Utd        | 3 - 2     | Arsenal        |
| Tottenham         | 1 - 0     | Liverpool      |

### Replay
| Squadra 1       | Risultato      | Squadra 2         |
| --------------- | -------------- | ----------------- |
| 6 novembre 1984 |                |                   |
| Aldershot       | 0 - 4          | Norwich City      |
| Chelsea         | 3 - 0          | Walsall           |
| Grimsby Town    | 6 - 1          | Rotherham Utd     |
| Sunderland      | 1 - 0 (d.t.s.) | Nottingham Forest |
| West Ham Utd    | 1 - 2          | Manchester City   |
| Wolverhampton   | 0 - 2          | Southampton       |
| 7 novembre 1984 |                |                   |
| Newcastle Utd   | 1 - 2          | Ipswich Town      |
| West Bromwich   | 3 - 1          | Birmingham City   |

## Quarto turno
| Squadra 1        | Risultato | Squadra 2       |
| ---------------- | --------- | --------------- |
| 20 novembre 1984 |           |                 |
| Everton          | 0 - 1     | Grimsby Town    |
| Ipswich Town     | 2 - 1     | Oxford Utd      |
| Sheffield Weds   | 4 - 2     | Luton Town      |
| Southampton      | 1 - 1     | QPR             |
| Watford          | 4 - 1     | West Bromwich   |
| 21 novembre 1984 |           |                 |
| Chelsea          | 4 - 1     | Manchester City |
| Norwich City     | 3 - 0     | Notts County    |
| Sunderland       | 0 - 0     | Tottenham       |

### Replay
| Squadra 1        | Risultato      | Squadra 2   |
| ---------------- | -------------- | ----------- |
| 27 novembre 1984 |                |             |
| QPR              | 0 - 0 (d.t.s.) | Southampton |
| 5 dicembre 1984  |                |             |
| Tottenham        | 1 - 2          | Sunderland  |

### Secondo replay
| Squadra 1        | Risultato | Squadra 2   |
| ---------------- | --------- | ----------- |
| 12 dicembre 1984 |           |             |
| QPR              | 4 - 0     | Southampton |

## Quarti di finale
| Squadra 1       | Risultato | Squadra 2      |
| --------------- | --------- | -------------- |
| 16 gennaio 1985 |           |                |
| Grimsby Town    | 0 - 1     | Norwich City   |
| 23 gennaio 1985 |           |                |
| Ipswich Town    | 0 - 0     | QPR            |
| Watford         | 0 - 1     | Sunderland     |
| 28 gennaio 1985 |           |                |
| Chelsea         | 1 - 1     | Sheffield Weds |

### Replay
| Squadra 1       | Risultato      | Squadra 2    |
| --------------- | -------------- | ------------ |
| 28 gennaio 1985 |                |              |
| QPR             | 1 - 2          | Ipswich Town |
| 30 gennaio 1985 |                |              |
| Sheffield Weds  | 4 - 4 (d.t.s.) | Chelsea      |

### Secondo replay
| Squadra 1       | Risultato | Squadra 2      |
| --------------- | --------- | -------------- |
| 6 febbraio 1985 |           |                |
| Chelsea         | 2 - 1     | Sheffield Weds |

## Semifinali
| Squadra 1    | Totale | Squadra 2    | Andata           | Ritorno      |
| ------------ | ------ | ------------ | ---------------- | ------------ |
|              |        |              | 13 febbraio 1985 | 4 marzo 1985 |
| Sunderland   | 5 - 2  | Chelsea      | 2 - 0            | 3 - 2        |
|              |        |              | 23 febbraio 1985 | 6 marzo 1985 |
| Ipswich Town | 1 - 2  | Norwich City | 1 - 0            | 0 - 2        |

## Finale
| Arbitro: | Neil Midgley |

|                     |           |  |
| Chisholm 46’ (aut.) | Marcatori |  |

| Norwich City | Sunderland |

| NORWICH CITY    |    |                 |
|                 |    |                 |
| P               | 1  | Chris Woods     |
| D               | 2  | Paul Haylock    |
| D               | 3  | Dennis van Wijk |
| D               | 4  | Steve Bruce     |
| C               | 5  | Peter Mendham   |
| D               | 6  | Dave Watson (C) |
| C               | 7  | Mark Barham     |
| A               | 8  | Mick Channon    |
| A               | 9  | John Deehan     |
| C               | 10 | Asa Hartford    |
| C               | 11 | Louie Donowa    |
| A disposizione: |    |                 |
| D               | 12 | John Devine     |
| Manager:        |    |                 |
| Ken Brown       |    |                 |

| SUNDERLAND      |    |                   |
|                 |    |                   |
| P               | 1  | Chris Turner      |
| D               | 2  | Barry Venison (C) |
| D               | 3  | Nick Pickering    |
| D               | 4  | Gary Bennett      |
| D               | 5  | Gordon Chisholm   |
| D               | 6  | David Corner      |
| C               | 7  | Peter Daniel      |
| A               | 8  | Ian Wallace       |
| A               | 9  | David Hodgson     |
| C               | 10 | Steve Berry       |
| C               | 11 | Clive Walker      |
| A disposizione: |    |                   |
| C               | 12 | Howard Gayle      |
| Manager:        |    |                   |
| Len Ashurst     |    |                   |